# Falcon (album)
Falcon – to drugi studyjny album brytyjskiej grupy The Courteeners. Został wydany 22 lutego 2010 roku, a jego producentem został Ed Buller. Lista utworów zawiera 12 piosenek, w tym 2 single: "Take Over The World" oraz "You Overdid It Doll". Słowa i muzykę do wszystkich utworów skomponował Liam Fray, wokalista zespołu. Dodatkowo do płyty dołączono 5 bonusowych utworów.

## Lista utworów
1. "The Opener" - 5:19
2. "Take Over The World" - 3:44
3. "Cross My Heart & Hope to Fly" - 4:01
4. "You Overdid It Doll" - 4:09
5. "Lullaby" - 4:09
6. "Good Times Are Calling" - 3:15
7. "The Rest of the World Has Gone Home" - 3:27
8. "Sycophant" - 4:31
9. "Cameo Brooch" - 4:20
10. "Scratch Your Name Upon My Lips" - 4:29
11. "Last of the Ladies" - 3:25
12. "Will It Be This Way Forever?" - 4:39

### Bonusowe utwory
1. "Revolver"
2. "Bojangles"
3. "You're the Man"
4. "Meanwhile Back at the Ranch"
5. "Forget the Weight of the World"